# 21 Jump Street (film)
21 Jump Street is een Amerikaanse actiekomedie, geregisseerd door Phil Lord en Christopher Miller. De film is gebaseerd op de gelijknamige serie uit de jaren tachtig. 21 Jump Street is tot nu toe genomineerd voor 9 prijzen (6 MTV-Awards en 3 Teen Choice Awards), waarvan er drie werden gewonnen.

## Verhaal
Greg Jenko (Channing Tatum) en Morton Schmidt (Jonah Hill) zijn ex-klasgenoten. Op de middelbare school was Schmidt een nerd en Jenko een sportieveling. Maar op de politieacademie ontmoeten ze elkaar weer. Omdat Schmidt niet goed is in het sporten, en Jenko niet goed is in het studeren, besluiten ze vrienden te worden en elkaar te helpen.
Wanneer ze geslaagd zijn, verwachten ze gelijk aan de slag te kunnen om het kwaad te bestrijden. Ze worden echter parkwachters, die niet zoveel beleven. Wanneer er een beroemde drugsbende in het park verschijnt, denken Jenko en Schmidt hen makkelijk aan te kunnen. Maar ze blunderen en worden op het matje geroepen. Beide heren moeten zich vanwege hun jeugdige uiterlijk melden bij een undercoverproject, 21 Jump Street. Ze moeten als studenten undercover op hun vroegere middelbare school, om gevaarlijke drugs op te sporen en het dealen ervan te stoppen.
Maar ook op de middelbare school begaan ze een behoorlijke blunder; ze verwisselen per ongeluk hun identiteit, waardoor Jenko een nerd is, en dus scheikunde moet gaan volgen. Schmidt moet nu toneellessen volgen en sporten.
Jenko en Schmidt vinden een van de dealers, en besluiten een drug te kopen om het te onderzoeken. Alleen de dealer staat dit niet toe, en verplicht ze de drug direct tot zich te nemen.
Jenko en Schmidt bedenken een list om er achter te komen wie de drugs maakt. Ze geven een feest voor medestudenten, en nodigen ook Eric uit, de dealer die hun de drugs verkocht. Jenko nodigt ook een paar van zijn klasgenoten van scheikunde uit, met wie hij bevriend is geraakt. Hij krijgt het voor elkaar om Erics telefoon af te pakken, en laat er door zijn scheikundemaatjes afluisterapparatuur in stoppen.
Schmidt nodigde Molly uit, het meisje met wie hij samen in de schoolmusical 'Peter Pan' gaat spelen, en op wie hij stiekem een oogje heeft.
Schmidt raakt door het feest bevriend met Eric, en wordt meteen gevraagd om ook dealer te worden. Schmidt ziet dit als een buitenkansje, om het onderzoek nog beter te laten verlopen en zegt ja. Alleen Schmidt neemt na een paar dagen het onderzoek niet meer serieus, en hecht meer waarde aan zijn vriendschap met Eric. Jenko raakt hierdoor teleurgesteld, en vertrouwt zijn collega en vriend niet meer.
Toch zullen ze moeten samenwerken. Wanneer Jenko een geheime boodschap onderschept over een piñata, besluiten Schmidt en Jenko de dealers en de piñata te volgen. Uiteindelijk komen ze uit bij de drugsbende. Vervolgens besluiten ze de drugsbende te gaan volgen om de piñata af te pakken. De achtervolging duurt langer dan verwacht, waardoor Schmidt de opening van de schoolmusical dreigt te missen.
Eenmaal terug op school, is de musical allang begonnen. Schmidt stormt het toneel op om zijn rol weer over te nemen, maar dit gaat niet zonder slag of stoot. Molly is kwaad op hem, en wil hem niet meer spreken, en wil al helemaal niet meer met hem naar het eindbal.
En alsof dat nog niet genoeg is, komt Jenko ook het toneel op gestormd en gaat vervolgens op de vuist met Schmidt.
Beiden worden geschorst door de rector. Dit nieuws komt niet goed aan bij kapitein Dickson, de leider van 21 Jump Street. Ze worden allebei van de zaak gehaald. Jenko woonde bij Schmidt in huis voor het project, maar wanneer hij zijn spullen inpakt om weer naar huis te gaan, worden ze beiden in een auto gesleurd door Eric.
Hij weet dat er politie achter hem aan zat om de drug op te sporen. Hij neemt Schmidt en Jenko in vertrouwen om hem te beschermen, en geeft hun allebei een wapen.
Op het eindbal zou zomaar de baas van Eric, de leverancier van de drug, er kunnen zijn. Dus besluiten Schmidt en Jenko naar het eindbal te gaan en hopen de leverancier te vinden om zo een einde aan de zaak te maken.
Schmidt ziet dat Molly ook al aan de drugs zit en dit maakt hem kwaad. Eric neemt Jenko en Schmidt mee naar een penthouse, om de leverancier te ontmoeten. Ze zijn beiden geschokt wanneer blijkt dat de leverancier hun gymleraar is.
Plotseling komt de drugsbende binnen. Jenko en Schmidt proberen zich zo onopvallend mogelijk te gedragen, totdat een van de bendeleden hen herkent. Een vuurgevecht breekt los, met een verrassende wending. De bende blijkt twee undercoveragenten te bevatten. De gymleraar en Eric proberen met het geld en Molly te ontsnappen, en er ontstaat weer een achtervolging, ditmaal in limousines. Het vuurgevecht zet zich nog steeds voort. Om de limousine met de bendeleden erin te stoppen maakt Jenko een bom, geleerd van zijn vrienden bij scheikunde. De limousine ontploft, maar er wacht hun nog een verrassing. Schmidt en Jenko moeten zich overgeven aan de gymleraar, want anders schiet hij Molly neer. De gymleraar beveelt hen niet te bewegen, maar wanneer Schmidt beweegt, schiet de gymleraar op hem. Jenko springt voor Schmidt en vangt de kogel op. Vervolgens schiet Schmidt de gymleraar neer.
Na de heftige avond worden ze de volgende dag op het politiebureau als helden ontvangen. Kapitein Dickson is zo blij met het geleverde werk, dat hij gelijk nog een zaak voor hen heeft.

## Rolverdeling
- Jonah Hill - Morton Schmidt
- Channing Tatum - Greg Jenko
- Brie Larson - Molly
- Ice Cube - Kapitein Dickson
- Ellie Kemper - Ms. Griggs
- Dave Franco - Eric
- Rob Riggle - Mr. Walters
- Chris Parnell - Mr. Gordon
- Johnny Depp - Een van de undercover bendeleden
- Peter deLuise - Een van de undercover bendeleden